# Vòng loại Giải vô địch bóng đá thế giới 2006 – Khu vực châu Phi
Dưới đây là các ngày thi đấu và kết quả của vòng loại Giải vô địch bóng đá thế giới 2006 – Khu vực châu Phi. 51 đội tuyển tham dự (chỉ có Comoros và Djibouti không tham dự), cạnh tranh cho 5 suất tham dự World Cup 2006.

## Thể thức
Vòng loại gồm hai vòng đấu:
- Vòng 1: Chín đội được vào thẳng vòng hai: năm đội đã dự vòng chung kết World Cup 2002 (Cameroon, Nigeria, Senegal, Nam Phi và Tunisia) và bốn đội có thứ hạng cao nhất theo bảng xếp hạng FIFA ngày 25 tháng 6 năm 2003 (Congo DR, Bờ Biển Ngà, Ai Cập và Maroc). 42 đội còn lại được ghép cặp đấu loại trực tiếp lượt đi và lượt về. 21 đội thắng sẽ vào vòng hai.

- Vòng 2: 30 đội được chia thành năm bảng, mỗi bảng sáu đội. Các đội thi đấu vòng tròn hai lượt (sân nhà và sân khách) với nhau. Đội có nhiều điểm nhất ở mỗi bảng sẽ giành quyền tham dự World Cup.

Vòng loại này đồng thời cũng là vòng loại của Cúp bóng đá châu Phi 2006, với ba đội đứng đầu mỗi bảng giành vé tham dự (ngoại trừ Ai Cập – chủ nhà, nên đội đứng thứ tư trong bảng của Ai Cập sẽ thay thế, đó là Libya).
Khu vực châu Phi đã chứng kiến bốn trong năm đội giành vé là những đội lần đầu tham dự World Cup (Angola, Togo, Bờ Biển Ngà và Ghana). Nigeria vuột mất lần tham dự World Cup thứ tư liên tiếp, trong khi Cameroon không thể góp mặt lần thứ năm liên tiếp. Khu vực này cũng chứng kiến một “bảng tử thần” — Bảng 3, nơi quy tụ đội tuyển thường xuyên dự World Cup là Cameroon, cùng hai đội sau này vào chung kết Cúp bóng đá châu Phi 2006: Ai Cập và Bờ Biển Ngà.

## Vòng 1
| Đội 1                | TTS    | Đội 2        | Lượt đi | Lượt về      |
| -------------------- | ------ | ------------ | ------- | ------------ |
| Guiné-Bissau         | 1–4    | Mali         | 1–2     | 0–2          |
| Madagascar           | 3–4    | Bénin        | 1–1     | 2–3          |
| Seychelles           | 1–5    | Zambia       | 0–4     | 1–1          |
| Botswana             | 4–1    | Lesotho      | 4–1     | 0–0          |
| Guinea Xích Đạo      | 1–2    | Togo         | 1–0     | 0–2          |
| São Tomé và Príncipe | 0–9    | Libya        | 0–1     | 0–8          |
| Tanzania             | 0–3    | Kenya        | 0–0     | 0–3          |
| Niger                | 0–7    | Algérie      | 0–1     | 0–6          |
| Uganda               | 4–3    | Mauritius    | 3–0     | 1–3 (a.e.t.) |
| Sudan                | 3–0    | Eritrea      | 3–0     | 0–0          |
| Zimbabwe             | 4–2    | Mauritanie   | 3–0     | 1–2          |
| Swaziland            | 1–4    | Cabo Verde   | 1–1     | 0–3          |
| Burundi              | 1–4    | Gabon        | 0–0     | 1–4          |
| Tchad                | 3–3(a) | Angola       | 3–1     | 0–2          |
| Cộng hòa Congo       | 2–1    | Sierra Leone | 1–0     | 1–1          |
| Ethiopia             | 1–3    | Malawi       | 1–3     | 0–0          |
| Rwanda               | 4–1    | Namibia      | 3–0     | 1–1          |
| Guinée               | 5–3    | Mozambique   | 1–0     | 4–3          |
| Gambia               | 2–3    | Liberia      | 2–0     | 0–3          |
| Somalia              | 0–7    | Ghana        | 0–5     | 0–2          |
| Burkina Faso         | w/o    | Trung Phi    |         |              |

## Vòng 2

### Phân nhóm hạt giống
Lễ bốc thăm được tổ chức vào ngày 5 tháng 12 năm 2003 tại Frankfurt, Đức. Ba mươi đội đủ điều kiện được chia thành sáu bảng, mỗi bảng gồm năm đội. Nhóm A bao gồm năm đội đã tham dự FIFA World Cup 2002,  trong khi các đội còn lại được xếp vào nhóm B đến F, dựa trên bảng xếp hạng FIFA gần nhất.
| Nhóm A                                   | Nhóm B                                | Nhóm C                                        | Nhóm D                         | Nhóm E                            | Nhóm F                                          |
| ---------------------------------------- | ------------------------------------- | --------------------------------------------- | ------------------------------ | --------------------------------- | ----------------------------------------------- |
| Sénégal Nam Phi Cameroon Nigeria Tunisia | Ai Cập Maroc Zimbabwe CHDC Congo Mali | Algérie Bờ Biển Ngà Zambia Kenya Burkina Faso | Ghana Angola Libya Togo Guinée | Malawi Uganda Gabon Sudan Liberia | Rwanda Cộng hòa Congo Botswana Bénin Cabo Verde |

### Bảng 1
| VT | Đội            | ST | T | H | B | BT | BB | HS  | Đ  | Giành quyền tham dự                                             |     | Togo | Sénégal | Zambia | Cộng hòa Congo | Mali | Liberia |
| -- | -------------- | -- | - | - | - | -- | -- | --- | -- | --------------------------------------------------------------- | --- | ---- | ------- | ------ | -------------- | ---- | ------- |
| 1  | Togo           | 10 | 7 | 2 | 1 | 20 | 8  | +12 | 23 | Giải vô địch bóng đá thế giới 2006 và Cúp bóng đá châu Phi 2006 |     | —    | 3–1     | 4–1    | 2–0            | 1–0  | 3–0     |
| 2  | Sénégal        | 10 | 6 | 3 | 1 | 21 | 8  | +13 | 21 | Cúp bóng đá châu Phi 2006                                       |     | 2–2  | —       | 1–0    | 2–0            | 3–0  | 6–1     |
| 3  | Zambia         | 10 | 6 | 1 | 3 | 16 | 10 | +6  | 19 | Cúp bóng đá châu Phi 2006                                       |     | 1–0  | 0–1     | —      | 2–0            | 2–1  | 1–0     |
| 4  | Cộng hòa Congo | 10 | 3 | 1 | 6 | 10 | 14 | −4  | 10 |                                                                 |     | 2–3  | 0–0     | 2–3    | —              | 1–0  | 3–0     |
| 5  | Mali           | 10 | 2 | 2 | 6 | 11 | 14 | −3  | 8  |                                                                 | 1–2 | 2–2  | 1–1     | 2–0    | —              | 4–1  |         |
| 6  | Liberia        | 10 | 1 | 1 | 8 | 3  | 27 | −24 | 4  |                                                                 | 0–0 | 0–3  | 0–5     | 0–2    | 1–0            | —    |         |

### Bảng 2
| VT | Đội          | ST | T | H | B | BT | BB | HS  | Đ  | Giành quyền tham dự                                             |     | Ghana | Cộng hòa Dân chủ Congo | Cộng hòa Nam Phi | Burkina Faso | Cabo Verde | Uganda |
| -- | ------------ | -- | - | - | - | -- | -- | --- | -- | --------------------------------------------------------------- | --- | ----- | ---------------------- | ---------------- | ------------ | ---------- | ------ |
| 1  | Ghana        | 10 | 6 | 3 | 1 | 17 | 4  | +13 | 21 | Giải vô địch bóng đá thế giới 2006 và Cúp bóng đá châu Phi 2006 |     | —     | 0–0                    | 3–0              | 2–1          | 2–0        | 2–0    |
| 2  | CHDC Congo   | 10 | 4 | 4 | 2 | 14 | 10 | +4  | 16 | Cúp bóng đá châu Phi 2006                                       |     | 1–1   | —                      | 1–0              | 3–2          | 2–1        | 4–0    |
| 3  | Nam Phi      | 10 | 5 | 1 | 4 | 12 | 14 | −2  | 16 | Cúp bóng đá châu Phi 2006                                       |     | 0–2   | 2–2                    | —                | 2–0          | 2–1        | 2–1    |
| 4  | Burkina Faso | 10 | 4 | 1 | 5 | 14 | 13 | +1  | 13 |                                                                 |     | 1–0   | 2–0                    | 3–1              | —            | 1–2        | 2–0    |
| 5  | Cabo Verde   | 10 | 3 | 1 | 6 | 8  | 15 | −7  | 10 |                                                                 | 0–4 | 1–1   | 1–2                    | 1–0              | —            | 1–0        |        |
| 6  | Uganda       | 10 | 2 | 2 | 6 | 6  | 15 | −9  | 8  |                                                                 | 1–1 | 1–0   | 0–1                    | 2–2              | 1–0          | —          |        |

1. 1 2  Điểm đối đầu trực tiếp: CHDC Congo 4, Nam Phi 1.

### Bảng 3
| VT | Đội         | ST | T | H | B | BT | BB | HS  | Đ  | Giành quyền tham dự                                             |     | Bờ Biển Ngà | Cameroon | Ai Cập | Libya | Sudan | Bénin |
| -- | ----------- | -- | - | - | - | -- | -- | --- | -- | --------------------------------------------------------------- | --- | ----------- | -------- | ------ | ----- | ----- | ----- |
| 1  | Bờ Biển Ngà | 10 | 7 | 1 | 2 | 20 | 7  | +13 | 22 | Giải vô địch bóng đá thế giới 2006 và Cúp bóng đá châu Phi 2006 |     | —           | 2–3      | 2–0    | 2–0   | 5–0   | 3–0   |
| 2  | Cameroon    | 10 | 6 | 3 | 1 | 18 | 10 | +8  | 21 | Cúp bóng đá châu Phi 2006                                       |     | 2–0         | —        | 1–1    | 1–0   | 2–1   | 2–1   |
| 3  | Ai Cập      | 10 | 5 | 2 | 3 | 26 | 15 | +11 | 17 |                                                                 |     | 1–2         | 3–2      | —      | 4–1   | 6–1   | 4–1   |
| 4  | Libya       | 10 | 3 | 3 | 4 | 8  | 10 | −2  | 12 | Cúp bóng đá châu Phi 2006                                       |     | 0–0         | 0–0      | 2–1    | —     | 0–0   | 4–1   |
| 5  | Sudan       | 10 | 1 | 3 | 6 | 6  | 22 | −16 | 6  |                                                                 |     | 1–3         | 1–1      | 0–3    | 0–1   | —     | 1–0   |
| 6  | Bénin       | 10 | 1 | 2 | 7 | 9  | 23 | −14 | 5  |                                                                 | 0–1 | 1–4         | 3–3      | 1–0    | 1–1   | —     |       |

1. 1 2  Ai Cập đã giành quyền tham dự Cúp bóng đá châu Phi với tư cách chủ nhà, vì vậy Libya – đội xếp thứ tư – đã giành suất tham dự giải đấu này.

### Bảng 4
| VT | Đội      | ST | T | H | B | BT | BB | HS  | Đ  | Giành quyền tham dự                                             |     | Angola | Nigeria | Zimbabwe | Gabon | Algérie | Rwanda |
| -- | -------- | -- | - | - | - | -- | -- | --- | -- | --------------------------------------------------------------- | --- | ------ | ------- | -------- | ----- | ------- | ------ |
| 1  | Angola   | 10 | 6 | 3 | 1 | 12 | 6  | +6  | 21 | Giải vô địch bóng đá thế giới 2006 và Cúp bóng đá châu Phi 2006 |     | —      | 1–0     | 1–0      | 3–0   | 2–1     | 1–0    |
| 2  | Nigeria  | 10 | 6 | 3 | 1 | 21 | 7  | +14 | 21 | Cúp bóng đá châu Phi 2006                                       |     | 1–1    | —       | 5–1      | 2–0   | 1–0     | 2–0    |
| 3  | Zimbabwe | 10 | 4 | 3 | 3 | 13 | 14 | −1  | 15 | Cúp bóng đá châu Phi 2006                                       |     | 2–0    | 0–3     | —        | 1–0   | 1–1     | 3–1    |
| 4  | Gabon    | 10 | 2 | 4 | 4 | 11 | 13 | −2  | 10 |                                                                 |     | 2–2    | 1–1     | 1–1      | —     | 0–0     | 3–0    |
| 5  | Algérie  | 10 | 1 | 5 | 4 | 8  | 15 | −7  | 8  |                                                                 | 0–0 |        | 2–2     | 0–3      | —     | 1–0     |        |
| 6  | Rwanda   | 10 | 1 | 2 | 7 | 6  | 16 | −10 | 5  |                                                                 | 0–1 | 1–1    | 0–2     | 3–1      | 1–1   | —       |        |

1. 1 2  Điểm đối đầu trực tiếp: Angola 4, Nigeria 1.

### Bảng 5
| VT | Đội      | ST | T | H | B | BT | BB | HS  | Đ  | Giành quyền tham dự                                             |     | Tunisia | Maroc | Guinée | Kenya | Botswana | Malawi |
| -- | -------- | -- | - | - | - | -- | -- | --- | -- | --------------------------------------------------------------- | --- | ------- | ----- | ------ | ----- | -------- | ------ |
| 1  | Tunisia  | 10 | 6 | 3 | 1 | 25 | 9  | +16 | 21 | Giải vô địch bóng đá thế giới 2006 và Cúp bóng đá châu Phi 2006 |     | —       | 2–2   | 2–0    | 1–0   | 4–1      | 7–0    |
| 2  | Maroc    | 10 | 5 | 5 | 0 | 17 | 7  | +10 | 20 | Cúp bóng đá châu Phi 2006                                       |     | 1–1     | —     | 1–0    | 5–1   | 1–0      | 4–1    |
| 3  | Guinée   | 10 | 5 | 2 | 3 | 15 | 10 | +5  | 17 | Cúp bóng đá châu Phi 2006                                       |     | 2–1     | 1–1   | —      | 1–0   | 4–0      | 3–1    |
| 4  | Kenya    | 10 | 3 | 1 | 6 | 8  | 17 | −9  | 10 |                                                                 |     | 0–2     | 0–0   | 2–1    | —     | 1–0      | 3–2    |
| 5  | Botswana | 10 | 3 | 0 | 7 | 10 | 18 | −8  | 9  |                                                                 | 1–3 | 0–1     | 1–2   | 2–1    | —     | 2–0      |        |
| 6  | Malawi   | 10 | 1 | 3 | 6 | 12 | 26 | −14 | 6  |                                                                 | 2–2 | 1–1     | 1–1   | 3–0    | 1–3   | —        |        |

## Các đội tuyển vượt qua vòng loại
5 đội tuyển sau đến từ CAF vượt qua vòng loại tham dự Giải vô địch bóng đá thế giới 2006
| Đội tuyển   | Tư cách vượt qua vòng loại | Ngày vượt qua vòng loại | Số lần tham dự FIFA World Cup trước đây |
| ----------- | -------------------------- | ----------------------- | --------------------------------------- |
| Togo        | Nhất Bảng 1 Vòng 2         | 8 tháng 10 năm 2005     | 0 lần đầu)                              |
| Ghana       | Nhất Bảng 2 Vòng 2         | 8 tháng 10 năm 2005     | 0 (lần đầu)                             |
| Bờ Biển Ngà | Nhất Bảng 3 Vòng 2         | 8 tháng 10 năm 2005     | 0 (lần đầu)                             |
| Angola      | Nhất Bảng 4 Vòng 2         | 8 tháng 10 năm 2005     | 0 (lần đầu)                             |
| Tunisia     | Nhất Bảng 5 Vòng 2         | 8 tháng 10 năm 2005     | 3 (1978, 1998, 2002)                    |

## Cầu thủ ghi nhiều bàn thắng
Đã có 506 bàn thắng ghi được trong 190 trận đấu, trung bình 2.66 bàn thắng mỗi trận đấu.
11 bàn thắng
- Emmanuel Adebayor

9 bàn thắng
- Didier Drogba

8 bàn thắng
- Obafemi Martins

7 bàn thắng
- Aruna Dindane
- Henri Camara

6 bàn thắng
- Pierre Webó
- Amr Zaki
- Sambégou Bangoura
- Dennis Oliech
- Francileudo Santos